# Fear Factory
Fear Factory je američki metal sastav iz Los Angelesa. Njihov glazbeni stil obuhvaća death, groove, thrash i industrial metal.
Između ostalih, na turnejama su nastupali sa sastavima Black Sabbath, Pantera, Iron Maiden, Slayer, System of a Down, Megadeth, Dream Theater, Rammstein i drugima, uključujući i tri nastupa na Ozzfestu.

## Povijest sastava
Sastav su 1989. godine osnovali gitarist Dino Cazares i bubnjar Raymond Herrera, a prvu postavu činio je i Burton C. Bell. Sastav se isprva zvao "Ulceration", no iduće godine mijenjaju u sadašnje ime. Godine 1991. objavljuju demosnimku Concrete. Na osnovu te snimke, Max Cavalera, tada član Sepulture ih je preporučio izdavačkoj kući Roadrunner Records, s kojom potpisuju ugovor.
Godine 1992. objavljuju svoj prvi studijski album Soul of a New Machine, kojim su prema mišljenju mnogih, postali pioniri industrial death metala. Dvije godine kasnije, Andrew Shives, koji je postao basist neposredno prije objavljivanja albuma, napušta sastav a zamjenjuje ga belgijanac Christian Olde Wolbers. Idući studijski album Demanufacture objavljuju 1995. godine, na kojem je umjesto death metala više prisutan thrash metal u kombinaciji s industrialom. Smatra se njihovim najboljim albumom, hvaljen je od strane kritičara te se našao među prvih 10 na Billboard Heatseekers top ljestvici.
U srpnju 1998. godine, objavljuju treći studijski album Obsolete, koji je ujedno i njihov prvi konceptualni album, stilom sličan prethodnom, uz više elemenata progresivnog i alternativnog metala. Do sada je to njihov komercijalno najuspješniji album, te jedini za kojeg su dobili zlatnu nakladu. Idući album Digimortal, objavljen u travnju 2001. godine, iako se našao na top 40 Billboardove, top 20 kanadske te top 10 australske top liste, nije zabilježio uspjeh kao prethodni. To je popraćeno i nesuglasicama među članovima sastava, te se raspušta nakon što ga je u ožujku 2002. godine napustio Bell.
Krajem godine, Olde Wolbers i Herrera se ponovno okupljaju, a kasnije im se pridružuje i Bell, nakon što je Cazeres, s kojim je bio u svađi, odlučio trajno napustiti sastav. Prvi nastup nakon ponovnog okupljanja održali su u siječnju 2004., te u travnju iste godine objavljuju i peti studijski album Archetype. Na ovom albumu su napustili temu "Čovjek protiv stroja", koja im je bila glavna na svim dotadašnjim albumima, te su pjesme bile o religiji, ratu i korporacionalizmu. Već iduće godine objavljuju novi album Transgression, koji je dobio podijeljene kritike. Od 2005. do 2006. sastav je uspješnom turnejom "Fifteen Years of Fear" proslavio 15 godina postojanja.
U prosincu 2006. godine, sastav privremeno prekida s radom kako bi članovi posvetili drugim projektima. U travnju 2009. godine, Bell je izjavio da se pomirio s Cazaresom, te je najavio novi projekt s njim, što se na kraju uspostavilo da je to nova verzija Fear Factoryja, bez Herrere i Wolbersa. "Novi" Fear Factory je trebao prvi nastup održat u lipnju u Zaragozi, no otkazan je u zadnji tren zbog pravnih komplikacija oko uporabe imena. Otkazali su i turneje u UK-u, Njemačkoj, Australiji i Novom Zelandu, no Bell je izjavio da je uzrok tome to što su odlučili raditi na novom studijskom albumu Mechanize, koji je objavljen 2010. godine. Godine 2012., sastav napuštaju Hoglan i Stroud, a zamjenjuju ih Matt DeVries i Mike Heller, te objavljuju novi album The Industrialist.

## Članovi sastava
Sadašnja postava
- Burton C. Bell – vokali (1989.-danas)
- Dino Cazares – gitara (1989.−2002., 2009-danas)
- Tony Campos – bas-gitara (2015.-danas)
- Mike Heller – bubnjevi (2012.-danas)

Bivši članovi
- Raymond Herrera – bubnjevi, udaraljke (1989. – 2008.)
- Christian Olde Wolbers – bas-gitara (1993. – 2002.) gitara (2002. – 2008.)
- Dave Gibney – bas-gitara, vokal (1989. – 1991.)
- Andy Romero – bas-gitara Concrete (1991. – 1992.)
- Andrew Shives – bas-gitara (1992. – 1994.)
- Gene Hoglan – bubnjevi (2009. – 2012.)
- Byron Stroud – bas-gitara (2003. – 2012.
- Matt DeVries –  bas-gitara (2012. – 2015.)

## Diskografija

### Studijski albumi
- Soul of a New Machine (1992.)
- Demanufacture (1995.)
- Obsolete (1998.)
- Digimortal (2001.)
- Archetype (2004.)
- Transgression (2005.)
- Mechanize (2010.)
- The Industrialist (2012.)
- Genexus (2015.)
- Aggression Continuum (2021.)

## Vanjske poveznice
- Službena stranica